# (MIA): The Complete Anthology
(MIA): The Complete Anthology è una raccolta del gruppo L.A. punk The Germs contenente tutto il materiale pubblicato dalla formazione originale, comprese le sei tracce registrate per il film Cruising, di cui una sola, Lion's Share, è stata poi inclusa nella colonna sonora. Pensata come raccolta completa della discografia dei The Germs, manca però di tre canzoni incluse nella compilation Tooth and Nail (versioni alternative di Manimal, Dragon Lady e Strange Notes), della versione estesa di Round and Round, della versione alternativa in studio di Lexicon Devil inclusa nell'EP What We Do Is Secret, e di diversi brani dal vivo presenti sull'album postumo Germicide.

## Tracce
1. Forming – 3:06
2. Sex Boy – 2:15
3. Lexicon Devil – 2:07
4. Circle One – 1:49
5. No God – 1:54
6. What We Do Is Secret – 0:44
7. Communist Eyes – 2:16
8. Land of Treason – 2:10
9. Richie Dagger's Crime – 1:57
10. Strange Notes – 1:53
11. American Leather – 1:11
12. Lexicon Devil – 1:44
13. Manimal – 2:11
14. Our Way – 1:57
15. We Must Bleed – 3:05
16. Media Blitz – 1:30
17. The Other Newest One – 2:47
18. Let's Pretend – 2:35
19. Dragon Lady – 1:39
20. The Slave – 1:02
21. Shut Down (Annihilation Man) – 9:41
22. Caught in My Eye – 3:25
23. Round and Round – 2:17
24. My Tunnel – 2:30
25. Throw It Away – 2:09
26. Not All Right – 3:58
27. Now I Hear the Laughter – 2:49
28. Going Down – 1:51
29. Lion's Share – 2:32
30. Forming 2 – 1:37

## Formazione
- Darby Crash - voce
- Pat Smear - chitarra
- Lorna Doom - basso
- Nickey Beat - batteria
- Don Bolles - batteria
- D.J. Bonebrake - batteria
- Donna Rhia - batteria